# Business ethics
Business ethics oder Geschäftsethik bezeichnet die unternehmerische oder organisationsbezogene Wirtschaftsethik, die vor allem in den USA seit den 1970er-Jahren entwickelt wird. Als angewandte Ethik stützt sie sich auf die allgemeine Ethik, vor allem die Tugendethik und die Gerechtigkeitstheorien. Dabei bilden die philosophische Strömung des amerikanischen Pragmatismus und der an den Konsequenzen des Handelns orientierte Utilitarismus eine starke Hintergrundüberzeugung. Viele Ansätze haben keine einheitliche Normenbegründung, sondern greifen eklektisch auf die vorherrschenden Argumente zurück.

## Praxisorientierung
Das Schrifttum zu Business ethics versteht sich häufig als Handreichung für das praktische Leben und ist oftmals appellativ. So führt die 1987 gegründete Fachzeitschrift „Business Ethics“ den Untertitel: „The Magazine of Corporate Responsibility“ [Magazin für Verantwortung von Organisationen]. Ein bekanntes Lehrbuch über Business ethics zählt acht Gründe für die Bedeutung des Fachs und die Auseinandersetzung mit ihm auf:
1. Durch den zunehmenden Einfluss der Wirtschaft auf das moderne Leben fühlen sich viele Menschen verunsichert. Business ethics kann helfen, das zu verstehen und wie man mit der Situation umgehen kann.
2. Unternehmerische Tätigkeit ermöglicht die Herstellung von Gütern und Dienstleistungen, bringt Beschäftigung, zahlt Steuern und ist der Antrieb wirtschaftlicher Entwicklung. Ob und wie diese Leistung erbracht wird, kann aber signifikante ethische Themen berühren, die an die Grundfesten der Gesellschaft gehen.
3. Wirtschaftsethisches Fehlverhalten kann erhebliche Schäden bei Einzelnen, Gemeinschaften oder in der Umwelt anrichten. Durch ein besseres Verständnis der Gründe und Konsequenzen solchen Fehlverhaltens kann Business ethics zur Verbesserung der „Conditio humana“ beitragen.
4. Die Anforderungen der vielfältigen Stakeholder an unternehmerische Tätigkeit wird ständig komplexer und herausfordernder. Business ethics ermöglicht, diese Herausforderungen besser anzuerkennen und zu verstehen und auf die Erwartungen effektiver zu reagieren.
5. Business ethics fehlt häufig in der formalen Ausbildung der Manager. Durch entsprechendes Wissen und Werkzeuge können Manager ethische Probleme und Dilemmata besser identifizieren, diagnostizieren, analysieren und lösen.
6. Aufgrund von Leistungsdruck kommt es in der Praxis immer wieder zu Verstößen gegen Ethik und Gesetze. Business ethics hilft die Gründe zu verstehen und gibt Anleitung, damit umzugehen und das Verhalten zu verbessern.
7. Mit Business ethics kann man den Nutzen und die Probleme alternativer Vorgehensweisen besser bewerten.
8. Über die praktische Anwendung im eigentlichen Gegenstandsbereich hinaus vermittelt Business ethics ein besseres Allgemeinverständnis für die moderne Gesellschaft und Fähigkeiten, mit Problemen auch in anderen Lebenssituationen besser umzugehen.

## Corporate Social Responsibility (CSR)
Ausgangspunkt für eine eigenständige Rolle von Business ethics war die Zuweisung gesellschaftlicher Verantwortung an die Unternehmen. David Burch verweist auf eine frühe Schrift von Peter F. Drucker (The Concept of the Corporation, 1946), in der dieser die Auffassung vertrat, dass Unternehmen vor allem in der Massenproduktion nicht nur eine technische, sondern auch eine soziale Verantwortung für ihre Mitarbeiter haben. Richard T. De George sieht die Anfänge einer Diskussion über die Ethik in der Wirtschaft in den Zeiten der Studentenbewegung und der Bürgerrechtsbewegung in den 1960er-Jahren. Als wissenschaftliche Disziplin etablierte sich das Fach in den 1970er-Jahren parallel zu der intensiven Diskussion über John Rawls’ Theorie der Gerechtigkeit.
An der Diskussion um die soziale Verantwortung von Unternehmen beteiligte sich 1970 Milton Friedman mit einem Artikel in der New York Times, der die provokative Überschrift trug: „Die soziale Verantwortung von Unternehmen ist die Steigerung ihrer Gewinne.“ Dies ist ursprünglich eine These von Friedman auf der Münchner Tagung der Mont-Pèlerin-Gesellschaft 1970. Friedman vertrat die These, dass moralische Verantwortung nur bei natürlichen Personen liegen könne, dass Manager ausschließlich ihren Anteilseigner verantwortlich seien, und dass die Behandlung sozialer Themen und Probleme Aufgabe des Staates und nicht von Unternehmensführern sei. Manager sind die Treuhänder von Investoren, die ihr Geld anlegen, um Gewinne zu erzielen. Die Gegenthese verweist darauf, dass Unternehmen eine eigene Rechtspersönlichkeit haben und unabhängig davon agieren, wer Anteilseigner oder Mitarbeiter des Unternehmens ist. Als Organisation haben sie eine von Personen unabhängige Entscheidungsstruktur und ebenso eine personenunabhängige Unternehmenskultur. Insbesondere spricht für die gesellschaftliche Verantwortung, dass Unternehmen
- mit ihrem Handeln auf die Gesellschaft wirken (zum Beispiel mit Umweltbelastungen)
- Macht haben, mit der sie verantwortungsvoll umgehen müssen
- mit ihren Leistungen direkt auf die Gesellschaft wirken (Produkte, Beschäftigung)
- Beziehungen zu einer Reihe von Stakeholdern haben, mit denen wechselseitige Abhängigkeiten bestehen.[8]

### Vier-Stufen-Pyramide
Zur Abgrenzung des Umfangs von CSR hat Archie Carroll eine vierstufige Pyramide vorgeschlagen. Danach kann man geschäftliche, rechtliche, ethische und philanthropische Verantwortung eines Unternehmens unterscheiden.
1. Be profitable (Sei profitabel): Die grundlegende Verantwortung eines Unternehmens ist es, seinen Geschäftszweck zu erfüllen, Gewinne zu maximieren, eine gute Wettbewerbsposition zu erreichen und sein Bestehen langfristig zu sichern.
2. Obey the law (Halte dich an das Gesetz): Es gehört zur Verantwortung eines Unternehmens, dass es sowohl hinsichtlich seiner Produkte als auch seiner Prozesse seinen gesetzlichen Verpflichtungen nachkommt.
3. Be ethical (Handle ethisch korrekt): Ein wichtiger Teil der Unternehmensverantwortung ist es, dass es im Rahmen seiner Tätigkeit nicht gegen die moralischen und ethischen Erwartungen der Gesellschaft verstößt.
4. Be a good corporate citizen (Sei philanthropisch): Ein Unternehmen nimmt weiterhin seine Verantwortung wahr, wenn es freiwillig gemeinnützige Zwecke in den Bereichen Kultur, Bildung und Wohlfahrt der Gesellschaft unterstützt.

## Stakeholder Management
Eine weitere Fortentwicklung für das Feld der Business ethics entstand durch den ursprünglich als Konzeption für das strategische Management von Unternehmen gedachten Ansatz des Stakeholder Management von R. Edward Freeman, der darauf verwies, dass das Management eines Unternehmens nur erfolgreich sein kann, wenn es auch die Einflüsse der verschiedenen Anspruchsgruppen (Stakeholder) aus seinem Umfeld angemessen berücksichtigt. Als Stakeholder bezeichnete er Gruppen oder Einzelpersonen, die das Erreichen der Ziele einer Organisation beeinflussen oder von diesen beeinflusst werden (können). Den Anspruch der Stakeholder begründete Freeman mit dem Kategorischen Imperativ, wonach niemand bloß als Mittel, sondern stets auch als Zweck zu behandeln ist. Daraus ergibt sich, dass der Zweck eines Unternehmens nicht nur im Gewinnprinzip liegt. Vielmehr dient es als „Vehikel zur Koordination der Stakeholder-Interessen“, die durch das Bestehen des Unternehmens Vorteile erlangen. Der Stakeholder-Ansatz stellt sich damit in Gegensatz zum Shareholder-value-Konzept, nach dem der Unternehmenszweck vor allem auf die Interessen der Anteilseigner durch Gewinnmaximierung ausgerichtet ist. „Ein am Wohlergehen seiner Stakeholder interessiertes Unternehmen ist dagegen durch das gerechte Abwägen und Berücksichtigung der Interessen aller Stakeholder gekennzeichnet und integriert dadurch die finanziellen, politischen, ökologischen und moralischen Faktoren wirtschaftlichen Handelns.“ Aus dieser veränderten Zweckbestimmung ergibt sich die Forderung nach der Einrichtung von Management-Instrumenten, um mit den Stakeholdern in einen Dialog zu treten.
Geht man vom Begriff „stake“ (Anteil, Einsatz) aus, umfasst der Begriff Stakeholder die Parteien, die in ein Unternehmen investiert haben. Hier werden dann nur Eigenkapital- und Fremdkapitalgeber sowie Mitarbeiter, die ihr Humankapital in das Unternehmen eingebracht haben, erfasst. Etwas weiter wird der Begriffsumfang, wenn man alle die erfasst, die mit dem Unternehmen durch Vertrag unmittelbar verbunden sind. Hier kommen zusätzlich Lieferanten und Kunden in den Blick. Erst mit der erweiterten Bestimmung, dass als Stakeholder jeder gilt, der ein begründeten Anspruch an das Unternehmen hat, erfasst man die Regierung, Gemeinden, Verbände, Gewerkschaften und andere mehr. Insbesondere kommen dann auch die Personen in den Blick, die durch externe Effekte aus der Unternehmenstätigkeit beeinflusst sind. Im Grenzbereich liegen zum Beispiel Bürgerinitiativen, Medien, Kirchen, Umwelt- und Tierschützer. Mit dem weit gefassten Stakeholder-Begriff ergibt sich das äußerst schwierige Unterfangen, die unterschiedlichen Interessen und normativen Vorstellungen einzelner Stakeholder in Einklang zu bringen. Aus normativer Sicht gibt das Stakeholderkonzept keinen Anhalt zur Lösung von Dilemmata. Managern kommt daher die Aufgabe der pragmatischen Gewichtung ihrer Entscheidungen zu, wobei die Gefahr von Opportunismus und ethischem Relativismus nicht unerheblich ist.
Eine bekannte Möglichkeit zur Klassifizierung von Stakeholdern stammt von Mitchell/Agle/Wood, die die Anspruchsgruppen nach deren Macht (power), Dringlichkeit (urgency) und Legitimität (legitimacy) ihrer Ansprüche einteilen. Sie nennen folgende Typen.:
1. Dormant Stakeholder: Haben Macht, aber keine legitimen Ansprüche
2. Discretionary Stakeholder: Haben legitime Ansprüche, aber keine Macht und machen diese auch nicht geltend
3. Demanding Stakeholder: Haben weder Macht, noch Legitimität, stellen aber an das Unternehmen Ansprüche
4. Dominant Stakeholder: Haben sowohl Macht, als auch Legitimität, machen aber ihre Ansprüche nicht geltend
5. Dangerous Stakeholder: Haben zwar keine Legitimität, stellen aber Ansprüche und haben auch Macht
6. Dependent Stakeholder: Haben Legitimität und stellen auch Ansprüche, haben aber keine Macht
7. Definitive Stakeholder: Haben Legitimität, stellen auch Ansprüche und haben auch Macht

In Abhängigkeit von der Zugehörigkeit der Stakeholder zu einer der genannten Klassen können Unternehmen ihre Vorgehensweise spezifisch ausrichten. Die Implementierung von Stakeholder Management umfasst mehrere Schritte:
- Identifizierung der Stakeholder
- Identifizierung der Interessen und Ansprüche der Stakeholder
- Analyse der Bedeutung für das Unternehmen
- Festlegung einer Strategie für den Umgang mit Ansprüchen (Abwehrhaltung, Beobachten, Einbinden oder Zusammenarbeiten)
- Entwicklung von Politiken und Maßnahmen für den Umgang mit Stakeholdern

Als Instrument zur Umsetzung eignet sich zum Beispiel eine Balanced Scorecard, in der die verschiedenen Perspektiven auf einzelne Themen und Konflikte (Stakeholder, Unternehmen, Prozess, Finanzen) erfasst und aufeinander abgestimmt werden können.

## Corporate Citizenship
Der Begriff Corporate Citizenship entstammt der Praxis und ist seit den 1990er Jahren vermehrt auch Gegenstand wissenschaftlicher Literatur geworden. Ein wichtiger Anstoß war die Unterzeichnung der gemeinsamen Erklärung „Global Corporate Citizenship – The Leadership Challenge for CEOs and Boards“ durch 40 Multinationale Unternehmen (MNU) auf dem Weltwirtschaftsforum 2002, darunter ABB, Deutsche Bank, Philips und Renault.
Der noch relativ neue Begriff wird mit unterschiedlichem Inhalt verwendet:
- Eng gefasst bezieht er sich auf die philanthropischen Aktivitäten eines Unternehmens entsprechend der Pyramide von Carroll (siehe auch oben).
- Er wird auch gleichgesetzt mit Corporate Social Responsibility verwendet.
- In einem weiten Verständnis werden Unternehmen als institutionelle Wirtschaftsbürger aufgefasst, denen auch eine aktive Rolle bei der politischen Gestaltung zukommt.

Entsprechend dem weiten Begriff haben Unternehmen ergänzend zum Staat die Aufgabe, Bürgerrechte zu schützen, durchzusetzen und die Wahrung dieser Rechte zu ermöglichen. Im sozialen Bereich bedeutet dies Engagement für Arbeitslose und Obdachlose, Unterstützung von Bildungseinrichtungen oder Verbesserung der Infrastruktur auf Gemeindeebene. Dies gilt vor allem, wenn MNU in unterentwickelten Ländern tätig sind. Gerade in Ländern, in denen die politische Infrastruktur unzureichend ausgebildet ist, sind Unternehmen auch bei der Durchsetzung von Bürgerrechten gefragt, sei es der Kampf gegen Kinderarbeit, die Verbesserung der medizinischen Versorgung, der Einsatz gegen Diskriminierung oder vieles andere mehr. Auch auf der politischen Ebene können Bürgerrechte durch gute Corporate Citizenship gefördert werden wie Pressefreiheit, Mindestlöhne oder das Einsetzen für rechtsstaatliche Verwaltungs- und Gerichtsverfahren oder die Bekämpfung von Korruption.

## Institutionalisierung
Wieland nennt für die Unterschiede der Vorgehensweise in den USA zur europäischen Praxis der Wirtschaftsethik rechtliche, vor allem aber historische und kulturelle Gründe. So gibt es in Deutschland im Arbeitsrecht oder über Festlegungen in Tarifverträgen sehr detaillierte Regelungen, denen keine entsprechenden Bestimmungen in den USA gegenüberstehen. Insbesondere fehlen Regeln zur Mitbestimmung und die Präsenz von Arbeitnehmern und Gewerkschaften in den Aufsichtsräten. In den USA dominiert eine individualistische Weltauffassung, wobei eine einheitliche Wertestruktur durch Zuwanderung und sich verstärkenden Pluralismus eingeschränkt wird. Business ethics management hilft den Unternehmen innerhalb ihrer Organisation eine gemeinsame Orientierung für ihre Mitarbeiter aufzubauen.
Im Laufe der letzten Jahrzehnte im 20. Jahrhundert haben sich die rechtlichen Rahmenbedingung für Unternehmen in den USA verändert. Ein wichtiger Beginn war die gesetzliche Gleichstellung von Minderheiten durch den Civil Rights Act of 1964 und die Executive Order 11246 unter Lyndon B. Johnson, der zur Durchsetzung von Diskriminierungsverboten wesentlich beitrug. Das Umdenken in der Umweltpolitik kennzeichnet der United States Environmental Act mit Einrichtung der Environmental Protection Agency (EPA) im Jahr 1970. Konsequent war die Politik im Bereich Korruption mit dem Foreign Corrupt Practices Act von 1977, der dazu führte, dass sich die USA international verstärkt für eine Antikorruptions-Gesetzgebung einsetzten, um mögliche Wettbewerbsnachteile für amerikanische Unternehmen abzumildern.
Der gesetzliche Hintergrund erhält für die Umsetzung der Business Ethics eine besondere Bedeutung, wenn man die amerikanische Rechtsprechung in die Betrachtung einbezieht. Bei Gesetzesverstößen können nicht nur die handelnden Personen, sondern auch Unternehmen mit Strafen belegt werden, die zum Teil empfindliche Ausmaße von mehreren 100 Millionen US-Dollar erreichen können. Wenn Unternehmen andererseits nachweisen können, dass sie ein wirksames System des Business ethics management eingerichtet haben, um solchen Verstößen vorzubeugen, können die anstehenden Strafen in konkreten Fällen bis zu 90 % wieder abgesenkt werden. Grundlage hierfür ist der Sentencing Reform Act von 1984, eine Vorschrift zur nationalen Vereinheitlichung der Strafbemessung, der im Jahr 1991 ein Kapitel acht erhielt, das sich mit einer (verschärften) Strafbemessung für Unternehmen befasst (Chapter eight: Sentencing of Organisations). Als mildernde Umstände (mitigating factors) „gelten:
- die Existenz von Standards und Verfahren, die geeignet sind, ungesetzliches Verhalten von Mitarbeitern zu reduzieren;
- die Einsetzung eines verantwortlichen Mitarbeiters, der das Programm betreut;
- die Vermittlung dieser Verfahren und Standards durch Publikationen und Mitarbeiterseminare;
- die Einrichtung eines Berichtssystems, um die Einhaltung der Standards überprüfen zu können
- und schließlich der Nachweis, dieses Programm auch dauerhaft durchgeführt zu haben.“[26]

Zur Gewährleistung dieser Anforderungen hat sich eingebürgert, dass Unternehmen über folgende institutionelle Einrichtungen verfügen sollten:
- Ethik – Code (Code of Conduct, Code of Ethics)
- Ethics Committee of the Board of Directors (Ausschuss im Vorstand und/oder im Aufsichtsrat)
- Ethics Officer / Business Conduct Officer (hierfür gibt es sogar eine Berufsvereinigung)
- Audit Programme, für die es spezialisierte Zertifizierungsunternehmen gibt
- Ethic Hotline

Ein anderes wichtiges Motiv für die Einrichtung von Business ethics management ist die Vergabe von öffentlichen Aufträgen. In den USA werden oftmals Unternehmen, die wegen ihres Verhaltens in der öffentlichen Kritik stehen oder gegen entsprechende Regeln verstoßen haben, bei der Vergabe von öffentlichen Aufträgen nicht berücksichtigt. Ein bekanntes Beispiel ist das US-Verteidigungsministerium. So hat die Defense Logistics Agency selbst die Aircraft-Engine-Division von General Electric befristet als Lieferanten gesperrt. Als Konsequenz haben sich eine Reihe von Unternehmen zur Defence Industry Initiative on Business Ethics and Conduct (DII) zusammengeschlossen, um gemeinsame Ethik-Richtlinien auszuarbeiten und umzusetzen.
Aufgrund der hohen Bedeutung des Themas gibt es an allen Business Schools der Universitäten Vorlesungen und Seminare über Business Ethics, die zum Teil auch verpflichtend sind. Darüber hinaus gibt es eine Vielzahl freier Center for Ethics, teilweise unterstützt oder getragen durch kirchliche Einrichtungen, die Lehre, Forschung und Beratung im Fach Business ethics betreiben.